# Andreas Suchanek
Andreas Suchanek (* 12. August 1961 in Stadthagen) ist ein deutscher Wirtschafts- und Unternehmensethiker und einer der bekanntesten Schüler des Wirtschaftsethikers Karl Homann.
Er ist sowohl Volkswirt als auch Wirtschafts- und Unternehmensethiker. Als akademischer Schüler des Wirtschaftsethikers Karl Homann hat er wesentlich die Ansätze der Institutionenökonomik zur Wirtschaftsethik mitbegründet und -gestaltet, die heute nicht nur eine bedeutende Rolle an den Universitäten und internationalen Business Schools, sondern auch in der Wirtschaft, Politik und im gesellschaftlichen Zusammenleben spielt.

## Leben
Andreas Suchanek studierte Volkswirtschaftslehre an den Universitäten Kiel und Göttingen, bevor er 1993 zum Dr. rer. pol. an der privaten Universität Witten/Herdecke mit summa cum laude promoviert wurde. Die Habilitation erfolgte 1999 an der Katholischen Universität Eichstätt-Ingolstadt mit der Arbeit Normative Umweltökonomik. Anschließend übernahm er 1999 die Vertretung des Lehrstuhls für Wirtschafts- und Unternehmensethik der Wirtschaftswissenschaftlichen Fakultät der Katholischen Universität Eichstätt-Ingolstadt von Karl Homann, der den Lehrstuhl für Philosophie und Ökonomik an der Ludwig-Maximilians-Universität München übernahm. 2004 wurde er an die HHL Leipzig Graduate School of Management (ehemals Handelshochschule Leipzig) berufen. Seitdem hat er den Dr. Werner-Jackstädt-Lehrstuhl für Wirtschafts- und Unternehmensethik inne.
Neben seiner Lehr- und Forschungstätigkeit an der HHL Leipzig Graduate School of Management, ist Andreas Suchanek seit 2005 Mitglied des Vorstands des Wittenberg-Zentrums für Globale Ethik, welches sich insbesondere mit den Themen „Building Global Cooperation“ und Unternehmensverantwortung beschäftigt, da Globalisierung, Weltwirtschaft und Wettbewerb so gestaltet werden sollten, dass sie allen Menschen dienen. Hierzu bedürfe es allgemeiner Prinzipien, die Frieden, Gerechtigkeit und Wohlstand in der zusammenwachsenden Welt-Gesellschaft ermöglichen. Seit 2013 ist er Vorstandsvorsitzender der Stiftung des Zentrums, dessen Gründer der US-Botschafter a. D. Andrew Young und Außenminister a. D. Hans-Dietrich Genscher sind. Die Gründungsidee des Wittenberg-Zentrums für Globale Ethik orientiert sich an dem Leitsatz von Hans-Dietrich Genscher: Winners vs. losers – that's not how the new world order should be. Everybody should have their share of the winning side. In affirming the interests of others lies a chance for oneself. Als wissenschaftlicher Leiter verantwortet Andreas Suchanek die Weiterentwicklung der theoretischen Grundlagen des Wittenberg-Zentrums, um diesen Leitgedanken weiter in der Gesellschaft zu verankern. Namhafte Unternehmen und Organisationen sowie Persönlichkeiten aus Politik, Wirtschaft, Kirchen, Kultur und Wissenschaft unterstützen die Arbeit des Wittenberg-Zentrums für Globale Ethik.
Als Experte in Fragen der Unternehmensverantwortung berät Andreas Suchanek namhafte und international tätige Unternehmen aus unterschiedlichen Wirtschaftszweigen.

## Theorie
Suchaneks Forschungsschwerpunkte sind: Wirtschafts- und Unternehmensethik, Nachhaltigkeit, Vertrauens- und Glaubwürdigkeitsmanagement. Sein Ansatz kann als „ökonomische Ethik“ oder Interaktionsethik charakterisiert werden. Im Zentrum dieses Ansatzes stehen die Fragen nach den ermöglichenden Bedingungen gesellschaftlicher Kooperation, danach, was die Mitglieder der Gesellschaft legitimerweise voneinander erwarten können und warum es für den Einzelnen vernünftig ist, die legitimen Erwartungen anderer zu erfüllen. Als Imperativ ergibt sich daraus die ökonomisch reformulierte Goldene Regel: Investiere in die Bedingungen der gesellschaftlichen Zusammenarbeit zum gegenseitigen Vorteil.
Als Mitglied im Kernteam der HHL – Leipzig Graduate School of Management hat er gemeinsam mit Manfred Kirchgeorg, Timo Meynhardt, Andreas Pinkwart und Henning Zülch ein „Leipziger Führungsmodell“ entwickelt.

## Ämter und Mitgliedschaften
- Vorsitzender des Stiftungs-Vorstandes des Wittenberg-Zentrums für Globale Ethik
- Arbeitsgruppe für Wirtschaftsethik und Wirtschaftskultur der Deutschen Gesellschaft für Philosophie[4]
- Mitglied im Deutschen Netzwerk Wirtschaftsethik (DNWE)
- Mitglied im Verein für Socialpolitik
- Mitglied im Kuratorium der CSSA (Chemie-Sozialpartner Akademie)
- Mitglied im Beirat des Berliner Demographie Forums (bis 2017)
- Mitglied des Wissenschaftlichen Beirates des Berufsverbandes der Compliance Manager (BCM)
- Mitglied der Jury des Preises für Unternehmensethik des Deutschen Netzwerks Wirtschaftsethik

## Veröffentlichungen Bücher
- Ökonomischer Ansatz und theoretische Integration. Mohr Siebeck Verlag, Tübingen 1994, ISBN 3-16-146205-X.
- mit Karl Homann: Ökonomik. Eine Einführung. 2. Auflage. Mohr Siebeck Verlag, Tübingen 2005, ISBN 3-16-146516-4.
- Normative Umweltökonomik. Zur Herleitung von Prinzipien rationaler Umweltpolitik. Mohr Siebeck Verlag, Tübingen 2000, ISBN 3-16-147284-5.
- Ökonomische Ethik. 2. Auflage. Mohr Siebeck Verlag, Tübingen 2007, ISBN 978-3-8252-2195-9.
- Unternehmensethik. In Vertrauen investieren. Mohr Siebeck Verlag, Tübingen 2015, ISBN 978-3-16-153165-1.
- mit Manfred Kirchgeorg, Timo Meynhardt, Andreas Pinkwart und Henning Zülch: Das Leipziger Führungsmodell: Führen und beitragen. 3., verb. Auflage. Leipzig: HHL gGmbH, HHL Academic Press, 2019. ISBN 978-3-9818509-5-6 ISBN 978-3-9818509-6-3 (EPUB)
- Literatur von und über Andreas Suchanek im Katalog der Deutschen Nationalbibliothek

## Sonstige Veröffentlichungen
- Ethik in der Wirtschaft. In: Arbeit und Arbeitsrecht: AuA, 69 (2014) 5, 257.
- Diskussionspapiere Wittenberg-Zentrum für Globale Ethik